# Madison Bumgarner
Madison Kyle Bumgarner (né le 1er août 1989 à Hickory, Caroline du Nord, États-Unis) est un lanceur gaucher des Diamondbacks de l'Arizona de la Ligue majeure de baseball. 
Il remporte les Séries mondiales de 2010, 2012 et 2014 avec les Giants et maintient durant ces 3 séries finales une moyenne de points mérités de 0,25 en 36 manches lancées. Il est joueur par excellence de la Série de championnat 2014 de la Ligue nationale et joueur par excellence de la Série mondiale 2014. Il est aussi élu sportif de l'année 2014 par Sports Illustrated et athlète masculin de l'année par Associated Press.
Ses 52 manches et deux tiers lancées en matchs d'après-saison 2014 sont un record des séries éliminatoires.

## Carrière

### Ligues mineures
Après des études secondaires à la South Caldwell High School de Hudson (Caroline du Nord), Madison Bumgarner est repêché le 7 juin 2007 par les Giants de San Francisco au premier tour de sélection (dixième choix). Il perçoit un bonus de deux millions de dollars à la signature de son premier contrat professionnel le 14 août 2007. 
Classé 6e en 2008 parmi les 50 meilleurs joueurs d'avenir du baseball, Bumgarner retire en moyenne 10,4 frappeurs sur des prises par 9 manches lancées avec les GreenJackets d'Augusta, un club-école de classe A des Giants de San Francisco, en 2008.
En 2009, il poursuit sa progression dans les ligues mineures en jouant au niveau AA, où il affiche une moyenne de points mérités de 1,93 et une fiche victoires-défaites de 9-1 en 20 sorties, dont 19 départs, pour les Defenders du Connecticut.

### Giants de San Francisco

#### Saison 2009
Rappelé en fin de saison 2009 par les Giants de San Francisco, Bumgarner fait sa première présence dans un match des majeures le 8 septembre, où il est le lanceur partant des Giants face aux Padres de San Diego. Il participe à 4 parties du calendrier régulier, faisant 3 sorties en relève. Il n'est impliqué dans aucune décision mais maintient une moyenne de points mérités de 1,80 et enregistre 10 retraits sur des prises en 10 manches lancées.
Il est à 20 ans le plus jeune joueur à disputer un match des majeures en 2009.

#### Saison 2010
Il amorce 18 parties pour San Francisco en 2010, remportant sept victoires contre six défaites avec une moyenne de points mérités de 3,00.
Le 31 octobre, dans le quatrième match de la Série mondiale 2010 entre les Giants et les Rangers du Texas, Bumgarner lance un match de huit manches sans accorder de point. Il ne donne que trois coups sûrs aux Rangers dans une victoire de 4-0. À 21 ans, Bumgarner est le quatrième lanceur le plus jeune à gagner un match de Série mondiale, après Bullet Joe Bush (Athletics de Philadelphie, 1913), Jim Palmer (Orioles de Baltimore, 1966) et Fernando Valenzuela (Dodgers de Los Angeles, 1981). Quelques jours plus tard, Bumgarner et les Giants sont champions du monde.

#### Saison 2011
Maintenant membre de la rotation de lanceurs partants des Giants, Bumgarner amorce 33 parties en 2011. Victime du peu de support offensif de ses coéquipiers, il encaisse autant de défaites (13) qu'il remporte de victoires malgré une bonne moyenne de points mérités de 3,21, la 10e meilleure de la Ligue nationale. Il est aussi le quatrième lanceur de la Nationale pour le plus faible nombre de coups de circuit (0,5) accordés à l'adversaire par tranche de neuf manches lancées après Charlie Morton, son coéquipier des Giants Matt Cain, et Roy Halladay.

#### Saison 2012
Le 16 avril 2012, les Giants accordent à Bumgarner une prolongation de contrat de 5 ans avec 2 années d'option, qui pourrait ultimement lier le lanceur à cette équipe jusqu'à l'automne 2019.

#### Saison 2013
Bumgarner mène les lanceurs partants des Giants pour la moyenne de points mérités (2,77 en 201 manches et un tiers), les victoires (13 contre 9 défaites) et les retraits sur des prises (199) en 2013. Il honore sa première invitation au match des étoiles et termine 9e au vote de fin d'année désignant le gagnant du trophée Cy Young du meilleur lanceur de la Ligue nationale.

#### Saison 2014
Le 11 avril 2014 à San Francisco, Bumgarner récolte 5 points produits grâce à un grand chelem et un ballon-sacrifice contre les Rockies du Colorado. Le 13 juillet 2014 contre les Diamondbacks de l'Arizona, Bumgarner frappe un grand chelem et son receveur Buster Posey en ajoute un, produisant tous les points dans une victoire de 8-4 des Giants. C'est la première fois de l'histoire qu'une batterie lanceur-receveur frappe des grands chelems dans le même match. Bumgarner devient du même coup le premier lanceur à réussir deux grands chelems dans une même saison depuis Tony Cloninger des Braves d'Atlanta en 1966. Au terme de la saison, Bumgarner reçoit le Bâton d'argent du lanceur s'étant le plus distingué en offensive durant l'année.
Avec 5 victoires, aucune défaite, 48 retraits sur des prises en 39 manches et une moyenne de points mérités de 2,08 en un mois, Madison Bumgarner reçoit le prix du meilleur lanceur de mai 2014 dans la Ligue nationale.
Bumgarner reçoit à la mi-saison sa seconde invitation au match des étoiles. Le 26 août 2014 à San Francisco, il lance un jeu blanc d'un seul coup sûr contre les Rockies du Colorado pour sa 15e victoire de la saison. Bumgarner perd un match parfait lorsque le premier frappeur de la 8e manche, Justin Morneau, réussit le seul coup sûr des Rockies.
Le 12 septembre 2014, il bat le record de 206 retraits sur des prises en une saison par un lanceur gaucher des Giants, marque établie par Ray Sadecki en 1968. Il se classe 4e à ce chapitre en 2014 dans la Ligue nationale, et 4e pour le nombre de retraits au bâton par but-sur-balles accordé à l'adversaire (5,093). Il termine l'année avec 18 victoires, premier chez les Giants et 4e de la Nationale, contre 10 défaites et sa moyenne de points mérités de 2,98 en 217 manches et un tiers lancées est la meilleure des partants de son équipe. Il réussit 4 matchs complets dont deux blanchissages en saison régulière.
Le 8 décembre 2014, Madison Bumgarner est élu sportif de l'année 2014 par Sports Illustrated. Le 30 décembre, Associated Press en fait son athlète masculin de l'année 2014.

##### Séries éliminatoires de 2014
En éliminatoires, l'as des Giants lance un blanchissage dans la victoire lors d'un match sans retour, le match de meilleur deuxième de la Ligue nationale contre Pittsburgh, qui assure à San Francisco une qualification en Série de divisions contre Washington. Face aux Nationals, Bumgarner est le partant du 3e affrontement. Il est le lanceur perdant lorsqu'il commet une erreur sur un mauvais relais au troisième but, lui causant un point non mérité. 
Il amorce le premier match de la Série de championnat 2014 de la Ligue nationale à Saint-Louis et blanchit les Cardinals en 7 manches et deux tiers pour la victoire. Du même coup, il établit un nouveau record du baseball majeur avec 26 manches et deux tiers sans accorder de points mérités sur la route en éliminatoires, une séquence amorcée en 2012 qui éclipse l'ancien record de 24 manches par Art Nehf, des Giants de New York de 1921 à 1924. Pour San Francisco, il s'agit d'une 7e victoire de suite sur la route en éliminatoires, incluant les séries de 2012. Bumgarner est nommé joueur par excellence de la Série de championnat après avoir maintenu une moyenne de points mérités de 1,72 en 15 manches et deux tiers lancées dans ses deux départs contre Saint-Louis. Après avoir lancé le 5e et dernier match de cette finale de la Ligue nationale, Bumgarner est de retour au monticule cinq jours plus tard pour amorcer la Série mondiale 2014. Il est le héros de cette finale, au terme de laquelle les Giants remportent leur 3e titre en cinq ans. Dans la rencontre initiale, il n'accorde que 3 coups sûrs en 7 manches pour la victoire, sa 6e en carrière en matchs éliminatoires, ce qui bat le record de franchise qu'il partageait avec Christy Mathewson et Tim Lincecum. Le circuit accordé par Bumgarner à Salvador Pérez en 7e manche de ce match met fin à une séquence où il a blanchi l'adversaire en 21 manches éliminatoires consécutives, la seconde meilleure performance du genre après le record de 28 établi par Mathewson en 1905 et 1911. Ceci met aussi un point final au record du baseball majeur : 32 manches et deux tiers sans accorder de point dans les matchs éliminatoires sur la route, une séquence amorcée le 23 octobre 2010.
Avec la finale égale 2-2, Bumgarner remonte sur la butte pour le 5e match contre les Royals de Kansas City, qu'il blanchit dans un gain de 5-0. Il réussit le premier blanchissage en Série mondiale depuis celui de Josh Beckett en 2003et ses 8 retraits sur des prises représentent le plus haut total dans un blanchissage lancé en Série mondiale, battant le record de 7 établi en 1956 par Don Larsen. Avec seulement deux jours de repos, Bumgarner revient au monticule pour le 7e et ultime match de la finale, disputé à Kansas City, mais cette fois dans le rôle de lanceur de relève. Il blanchit les Royals pendant 5 manches, réussissant le plus long sauvetage de l'histoire des éliminatoires. Accueilli par un coup sûr d'Omar Infante, le gaucher des Giants retire les 14 frappeurs suivants. Il ne donne que deux coups sûrs et, entre les deux, retire 14 frappeurs adverses de suite. Dans ce match, il bat le record établi en 2001 par Curt Schilling avec 52 manches et deux tiers lancées en matchs d'après-saison.
Avec une minuscule moyenne de points mérités de 0,43 en 21 manches lancées en finale, Bumgarner est élu joueur par excellence de la Série mondiale 2014. Il n'accorde que 9 coups sûrs, un seul point, réussit 17 retraits sur des prises contre un but-sur-balles accordé, compte deux victoires et un sauvetage. Il est le 7e joueur, et le 4e lanceur, à être nommé joueur par excellence d'une Série de championnat et de la Série mondiale la même année.

#### Saison 2015
Le 12 septembre 2015 à San Francisco, Bumgarner retire successivement les 23 premiers frappeurs des Padres de San Diego, et un coup sûr de Melvin Upton après deux retraits en 8e manche brise sa tentative de match parfait. C'est le seul coup sûr accordé et le seul coureur permis par Bumgarner dans ce blanchissage.
Malgré l'imposante charge de travail de la saison 2014, Bumgarner lance un nouveau record personnel de 218 manches et un tiers en saison régulière 2015 et mène les majeures avec 4 matchs complets. Sa moyenne de points mérités de 2,93 est sa meilleure en carrière. Gagnant de 18 parties contre 9 défaites, il réalise un nouveau record personnel de 234 retraits sur des prises, le 4e plus haut total de la Ligue nationale en 2015. Il est aussi 3e de la Nationale avec un ratio de 6 retraits sur des prises pour chaque but-sur-balles, 6e avec 9,64 retraits sur des prises par 9 manches lancées, et sa moyenne de 1,6 but-sur-balles alloué par 9 manches est le 3e plus bas total.
Invité à son 3e match d'étoiles en 2015, Bumgarner termine 6e du vote de fin d'année désignant le gagnant du trophée Cy Young du meilleur lanceur et il remporte son second Bâton d'argent en autant d'année grâce à 5 coups de circuit et 9 points produits.

## Statistiques
| Saison | Équipe        | G   | GS  | CG | SHO | V   | D  | SV | IP     | SO   | ERA  |
| ------ | ------------- | --- | --- | -- | --- | --- | -- | -- | ------ | ---- | ---- |
| 2009   | San Francisco | 4   | 1   | 0  | 0   | 0   | 0  | 0  | 10.0   | 10   | 1,80 |
| 2010   | San Francisco | 18  | 18  | 0  | 0   | 7   | 6  | 0  | 111.0  | 86   | 3,00 |
| 2011   | San Francisco | 33  | 33  | 0  | 0   | 13  | 13 | 0  | 204.2  | 191  | 3,21 |
| 2012   | San Francisco | 32  | 32  | 2  | 1   | 16  | 11 | 0  | 208.1  | 191  | 3,37 |
| 2013   | San Francisco | 31  | 31  | 0  | 0   | 13  | 9  | 0  | 201.1  | 199  | 2,77 |
| 2014   | San Francisco | 33  | 33  | 4  | 2   | 18  | 10 | 0  | 217.1  | 219  | 2,98 |
| 2015   | San Francisco | 32  | 32  | 4  | 2   | 18  | 9  | 0  | 218.1  | 234  | 2,93 |
| 2016   | San Francisco | 34  | 34  | 4  | 1   | 15  | 9  | 0  | 226.2  | 251  | 2,74 |
| 2017   | San Francisco | 17  | 17  | 1  | 0   | 4   | 9  | 0  | 111.0  | 101  | 3,32 |
| 2018   | San Francisco | 21  | 21  | 0  | 0   | 6   | 7  | 0  | 129.2  | 109  | 3,26 |
| Totaux | Totaux        | 255 | 252 | 15 | 6   | 110 | 83 | 0  | 1638.1 | 1591 | 3,03 |

| Saison | Équipe        | G  | GS | CG | SHO | V | D | SV | IP    | SO | ERA  |
| ------ | ------------- | -- | -- | -- | --- | - | - | -- | ----- | -- | ---- |
| 2010   | San Francisco | 4  | 3  | 0  | 0   | 2 | 0 | 0  | 20.2  | 18 | 2,18 |
| 2012   | San Francisco | 3  | 3  | 0  | 0   | 1 | 2 | 0  | 15.0  | 14 | 6,00 |
| 2014   | San Francisco | 7  | 6  | 2  | 2   | 4 | 1 | 1  | 52.2  | 45 | 1,03 |
| 2016   | San Francisco | 2  | 2  | 1  | 1   | 1 | 0 | 0  | 14.0  | 10 | 1,93 |
| Totaux | Totaux        | 16 | 14 | 3  | 3   | 8 | 3 | 1  | 102.1 | 87 | 2,11 |

Note : G = Matches joués ; GS = Matches comme lanceur partant ; CG = Matches complets ; SHO = Blanchissages ; 
V = Victoires ; D = Défaites ; SV = Sauvetages ; IP = Manches lancées ; SO = Retraits sur des prises ; ERA = Moyenne de points mérités.